# Elizabeth Thompson

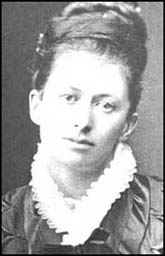
Elizabeth Thompson um 1877

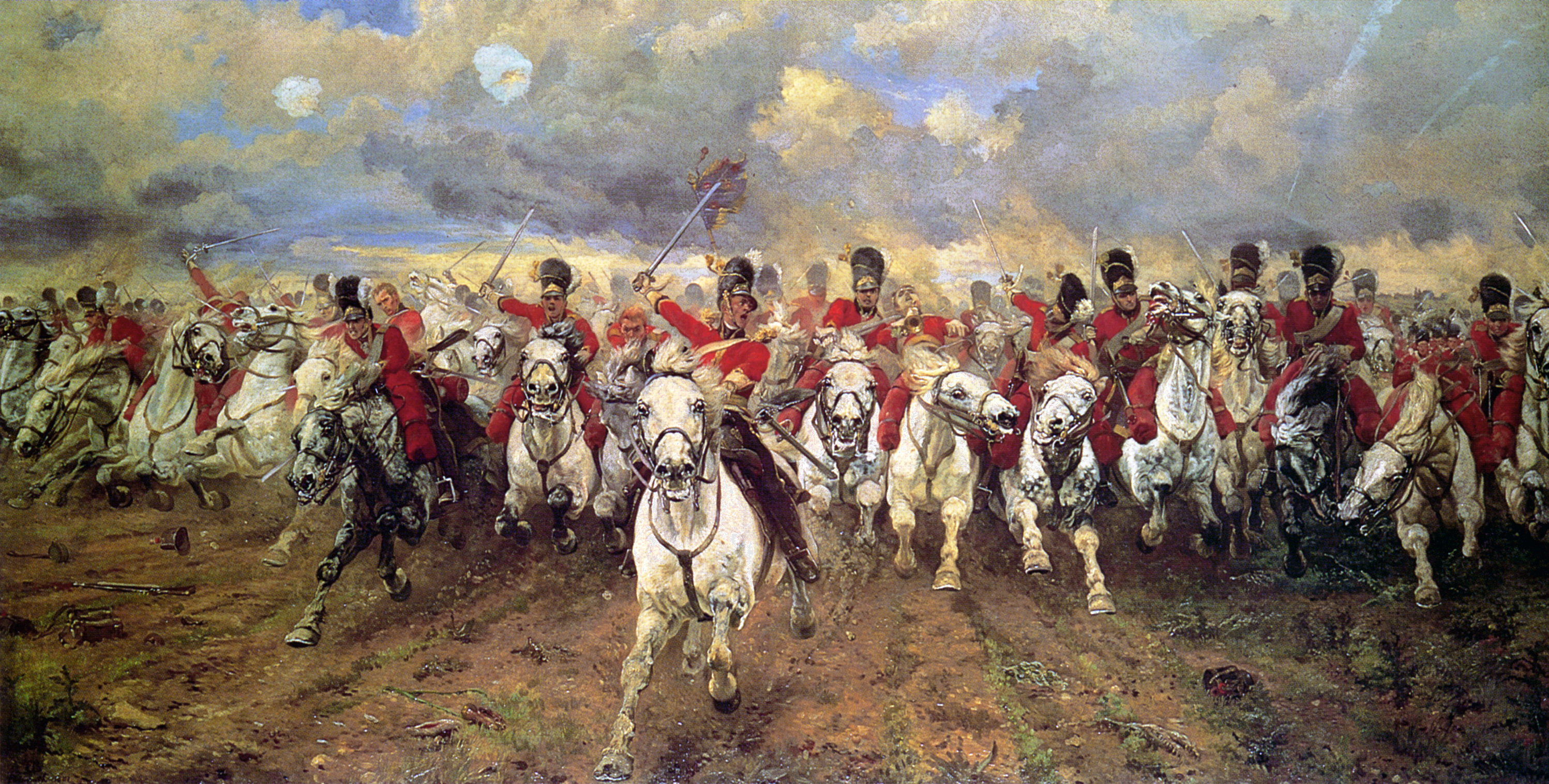
"Scotland Forever!" (Die Royal Scots Greys in der Schlacht von Waterloo)

Elizabeth Southerden, Lady Butler (geborene Thompson, * 3. November 1846 in der Villa Claremont in Lausanne; † 2. Oktober 1933 in Gormanston, County Meath) war eine britische Kriegsmalerin und eine der erfolgreichsten Malerinnen im 19. Jahrhundert, die einen neuen Realismus in der Darstellung des Krieges in die britische Kunst brachte.

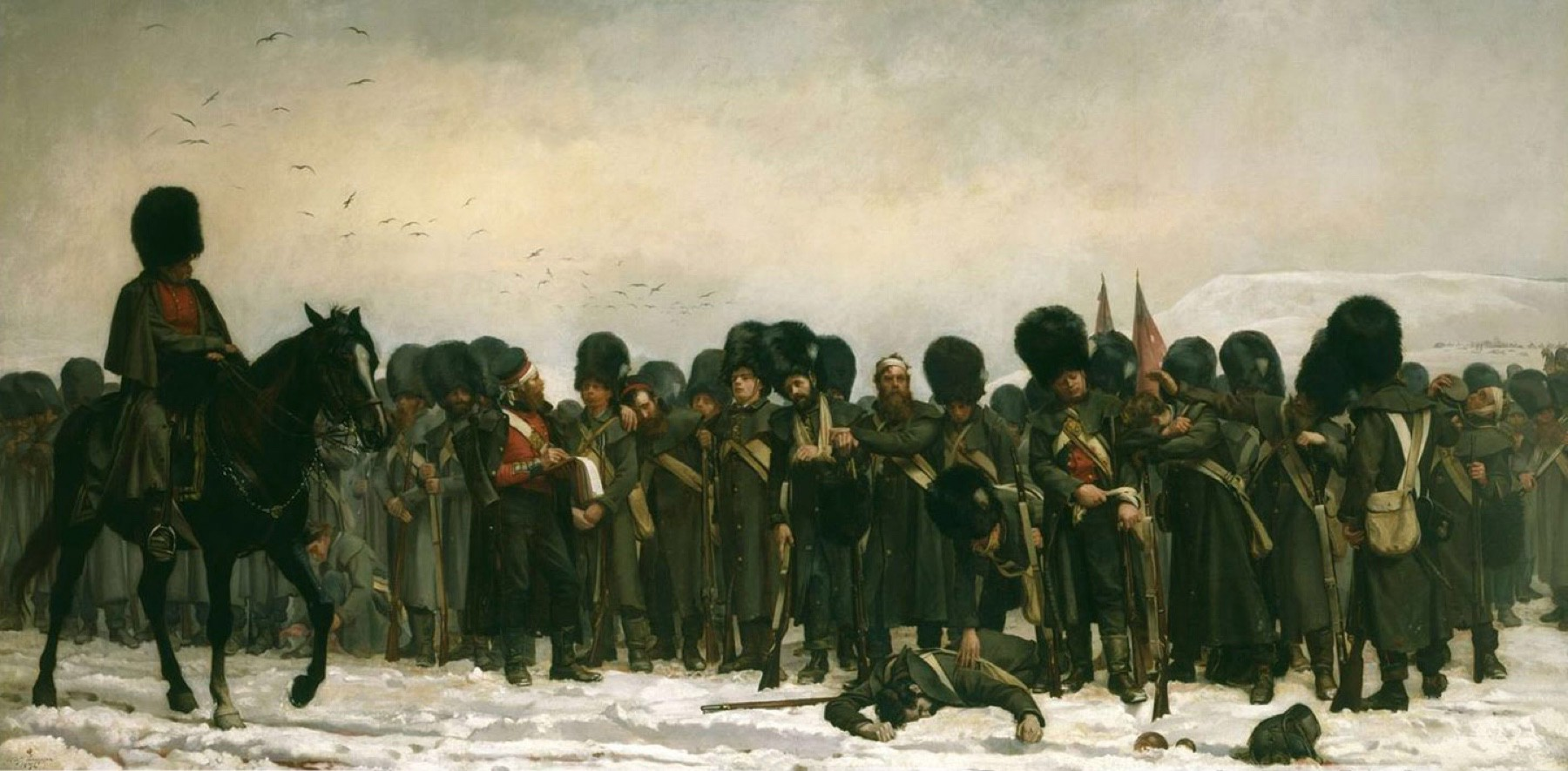
"The Roll Call". Öl auf Leinwand von 1874. Es wurde zu einem der berühmtesten britischen Gemälde des 19. Jahrhunderts

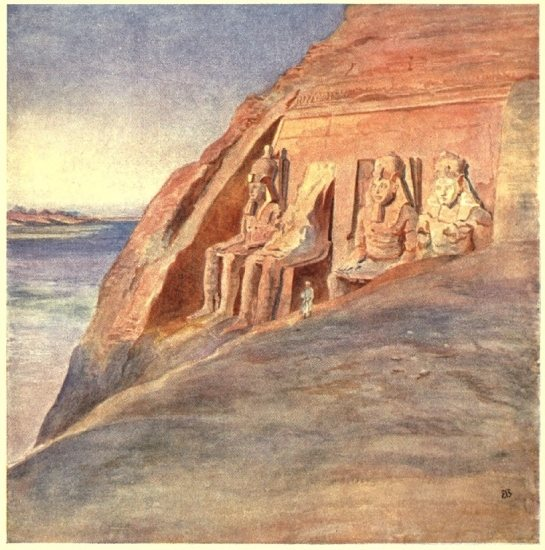
"Tempel von Abu Simbel bei Sonnenaufgang".

## Leben
Elizabeth Thompson war eine Tochter des Privatiers Thomas James Thompson (1812–1881) aus dessen zweiter Ehe mit Christiana Weller (1825–1910). Sie war eine Schwester der Dichterin Alice Meynell (1847–1922). Elizabeth Thompson wurde in der Schweiz geboren, wuchs aber in Italien auf. Die Schwestern wurde von ihrem Vater privat unterrichtet. Ab 1862 erhielt sie eine Ausbildung in Malerei. 1866 setzte sie ihre Studien an der Female School of Art in South Kensington fort. Außerdem nahm sie private Kurse in Malerei nach nackten Modellen.
1869 zog die Familie nach Florenz und konvertierte zum Katholizismus. Dort arbeitete Elizabeth Thompson unter der Anleitung von Giuseppe Bellucci (1827–1882). Ihr erstes bedeutendes Werk, Das Magnificat (1872; St Wilfrid's Church, Ventnor) hatte ein religiöses Thema. 1870 zog sie nach Paris. War ihr Sujet zunächst vor allem religiöse Kunst gewesen, so geriet sie nun unter den Einfluss von Jean Louis Ernest Meissonier und Édouard Detaille. Allerdings hatte sie sich schon 1868 mit Schlachtenbildern beschäftigt, wie ein im Jahr 2010 wiedergefundenes Skizzenbuch beweist.
1871 begann der Kriegsminister Edward Cardwell mit der seit langem angestrebten Reorganisation der britischen Armee, wodurch unter anderem die Käuflichkeit der Offizierstellen abgeschafft und andere Reformen herbeigeführt wurden.
1873 wurde ihr erstes Gemälde, "Missing", von der Royal Academy ausgestellt, es zeigte das Leiden einfacher Soldaten während des Deutsch-Französischen Krieges.
Ihr Gemälde Calling the Roll after an Engagement, Crimea, bekannt als "The Roll Call", das den Appell nach einer Schlacht während des Krimkrieges zeigt, fiel 1874 an der Royal Academy auf, sie verzichtete auf die Glorifizierung des Krieges und stellte stattdessen das Leid des Krieges in den Vordergrund. Als "The Roll Call" im Mai 1874 an der Royal Academy ausgestellt wurde, war es eine Sensation und Thompson wurde, praktisch über Nacht, zu einer der renommiertesten britischen Militärmaler des 19. Jahrhunderts. Queen Victoria kaufte das Bild und ihre Arbeiten wurden in Tausenden von Drucken reproduziert.  Obwohl sie durch dieses und in den nächsten Jahren folgende Gemälde wie The 28th Regiment at Quatre Bras (1875), Balaclava (1876) und The Return from Inkerman (1877) bekannt wurde, scheiterte ihre Aufnahme in die Academy an zwei Stimmen, sie wäre das erste weibliche Mitglied seit den Gründungsmitgliedern Angelika Kauffmann und Mary Moser gewesen. Bis in die 1920er Jahre stellte sie jedoch immer wieder an der Royal Academy aus.
Am 11. Juni 1877 heiratete Elizabeth Thompson den britischen General William Francis Butler. Nachdem ihr Gatte 1886 als Knight geadelt wurde, trug sie den Namen „Elizabeth, Lady Butler“. Aus der Ehe mit Butler gingen fünf Kinder hervor. Sie unternahm von 1885 bis 1892 ausgedehnte Reisen. Dabei illustrierte sie The campaign of the cataracts, die Aufzeichnungen ihres Mannes über dessen Teilnahme an der Gordon Relief Expedition. 1891 bereiste sie Palästina. Sie veröffentlichte 1903 ihr Buch Briefe aus dem Heiligen Land.
Auch während des Ersten Weltkrieges malte sie noch Schlachtengemälde, darunter ein Bild, das einen von sechs Fußbällen zeigt, die britische Soldaten des Regiments London Irish Rifles mit in den Krieg genommen hatten, um ihn über die feindlichen Linien zu schießen. Während die übrigen fünf Bälle vor der Schlacht von Loos durch den kommandierenden Offizier zerstört wurden, ehe dieser Plan in die Tat umgesetzt werden konnte, konnte dieses sechste Exemplar tatsächlich während des Krieges zum Spielen genutzt werden. Der Fußball kam später ins Regimentsmuseum von Camberwell, verschwand nach etwa 50 Jahren auf ungeklärte Weise und tauchte 2011 wieder auf.
1922 veröffentlichte Elizabeth Thompson ihre Autobiographie.

## Rezeption
Die britische Autorin Ellen Brammar schrieb "Modest", ein Theaterstück über Elizabeth Thompson, das 2023 im Hull Truck Theatre in Hull uraufgeführt wurde.

## Gemälde (Auswahl)
- 1874 The Roll Call (collection of Her Majesty the Queen);
- 1875 The 28th Regiment at Quatre Bras (National Gallery of Victoria, Melbourne);
- 1876 Balaclava (Manchester City Art Galleries);
- 1880 The Defence of Rorke's Drift (collection of HMQ), 1880 in der Royal Academy ausgestellt;
- 1881 Scotland for Ever! (Leeds City Art Galleries);
- After the Battle: arrival of Lord Wolseley and staff at the bridge of Tel-el-Kebir at the close of action. 1885 an der Royal Academy ausgestellt, Privatsammlung.
- 1897 "Steady the drums and fifes!: the 57th (Die-Hards) drawn up under Fire on the Ridge at Albuera. Ausstellung Royal Academy 1897, collection of The Queens' Regiment, Canterbury.
- Dawn of Waterloo: the ‘Reveille’ in the Bivouac of the Scots Greys on the Morning of Battle. Ausstellung an der Royal Academy 1895; Privatsammlung
- 1913 Charge of the Polish Lancers The Royal Collection Trust
- 1914 Awaiting the Answer - Orderly 7th (British) Hussars The Royal Collection Trust
- 1914 Towards the close of battle - God Save The King The Royal Collection Trust

Sie signierte ihre Werke vor ihrer Heirat "E.T." oder "E.S.T" und danach "E.B."

## Schriften
- Letters from the Holy Land. 1903.
- From sketch-book and diary. 1909.
- An autobiography. Constable  & Co. Ltd., London 1922.